# 中小企業物語
『中小企業物語』（ちゅうしょうきぎょうものがたり、原題：좋좋소、英語：Damn Good Company）は、YouTubeおよび韓国発の動画配信プラットフォームWATCHAで2021年1月6日から公開中のWebドラマ。シーズン1が全5話、シーズン2が全10話、シーズン3が全11話、シーズン4が全12話。シーズン5が全12話。日本でもWATCHAにて独占配信中。
韓国のWebドラマとして初めて「カンヌ国際シリーズフェスティバル2022」に正式招待された。

## 概要
29歳にして人生で初めて正社員に採用された平凡な青年チュンボムは、従業員わずか数名の小さな貿易会社で新生活をスタートさせた。
自慢話が大好きでドケチな社長を筆頭に、雑用仕事だけはプロ級の課長、翻訳アプリに喋らせて国際通話を乗り切る女性主任、何をしている人なのか全く不明な理事、クチは悪いけれど稼ぎ頭の次長という、性格もキャラもバラバラな“クセ強めの社員たち”に囲まれ、｢雇用契約｣や｢福利厚生｣も超テキトーな職場は、ある意味とっても刺激的!? 時代の波に乗ろうとするIT音痴な社長の思いつきで「マッチングアプリ開発」に巻き込まれた社員たちは長い会議や宿泊研修会には超ウンザリしていても、昇給交渉の時だけは笑顔で自己アピールを繰り出すツワモノ揃い。裏切り者による社内クーデターからレベルの低い恋愛バトルまで、何かとエキサイティングな中小企業のサラリーマン人生は今日も明日も続いていく──！
旅YouTuberのパニボトルがシーズン3まで脚本と監督を務めた。シーズン4からは、ソ・ジュワンが監督となっている。
楽しさ、共感、ディテール、演技、ナレーション、キャラクターなど色々な部分でWebドラマの新しい境地を開いたという評価を受けた。特に主人公と同じような中小企業で働いている視聴者からは、細かい部分まで現実とよくマッチしているという評価を得ている。主要な登場人物はプロの俳優が担当しているが、それ以外に俳優ではないYouTuberが多数登場する。
シーズン1の第1話の面接の場面からかなり話題になり、公開後2週間で100万ビューを突破し、配信が進むにつれ、シーズン2の途中2021年4月頃、既に各回の再生回数の合計が1000万を突破し、シーズン3が終了した2021年7月時点で各回の再生回数の平均が約120万を超えていた。

## 中小企業の劣悪な現実を再現
『中小企業物語』がWebドラマの形式であるにもかかわらず、フェイクドキュメンタリーのようにも見えるという声があったほど現実感がある理由は、ドラマに登場する様々な要素がストーリーによく溶け込んだからという評価が多い。視聴者のコメントを見ると、一般的によく知られている中小企業の姿に加えて、あまり一般的には知られていない細かいディテールがあちこちに隠れていて、視聴者もよくそれに気がついていることが分かる。
あまり良くない会社の処遇のため、社員が頻繁に逃げ出し、いつでも面接が行なわれている。その証拠に主人公の席には、前の社員のネームプレートがそのまま放置されており、面接候補を当日に面接に呼んだにもかかわらず、会社の理事も面接があることを知らない。社員があまりにも頻繁に逃げ出すため、入社した社員が出勤すれば、逃げないことに安堵し、たとえ逃げても以前の求人公告をそのままコピペして再度出している。会社の面接は、決まった形式もなく、バラバラに言いたいことを言うような感じで、最後は社長の自慢話で仕上げになる。具体的な待遇や勤務条件については何の説明もしてくれず、求職者もなぜ選ばれたのか分からない理由ですぐに合格通知が出る。面接合格者には即座に出勤を要求する。
会社の社長は何の脈絡もなく自慢話をしたり、一席演説を打ったりすることが多く、古株の社員は社長の毎回同じレパートリーが繰り返されるので、一見同調するふりをしながらも聞きたくないか、他のことをする。会社のすべての決定は即興で行われ、事前の計画なしに一方的に通知される。形だけの会議はあるものの、単に従業員を呼び集めるレベルにとどまり、実際には社長の気分に応じて従業員に対する人事考課が評価される。さらに、定時の1時間前になって翌日までに完成すべき入札用のプレゼン資料を作成するよう指示が下されて、明け方3時まで仕事する状況が発生し、社運をかけたプレゼン資料を入社してから数日しか経っていない新入社員が担当するうえ、クオリティが低くても、これをきちんと検討したり、管理をできる人材もいない。
新入社員が会社の福利厚生について尋ねると、冷蔵庫と電子レンジは自由に使える、カップラーメンは1日１個まで食べられる、温水とミックスコーヒーは無料というレベルであり、故障したパソコンが修理されず、新入社員が使うパソコンがなく、会社を辞めた社員の名刺、ネームプレートをそのまま新入職員に使って、その場凌ぎをする。事務所の中はいつも散らかっており、ドアには会社のロゴだけを貼り付けて、備品管理も行われず、清掃用具箱管理すらしっかり行われない。会社の中はいつも散らかっていて、扉にピザや中華料理の配達のチラシが沢山貼られている。同社のPCプログラムはライセンス認証されておらず、頻繁にエラーが発生し、社長はこれについて全く知らずに成果を出せと急かす。事務所の鍵はドアの近くに適当に隠して使っていて、Word文書のパスワードは'qwer'と'1234'を適当に組み合わせた国民ルールを愛用する。出勤時に清掃とラジオ体操を行い、社長は入るとすぐ整理整頓をしろとうるさく言う。

## ドラマに登場する架空の会社
- チョンスンネットワーク：グローバル化時代に足を合わせ貿易を行う、家族の様な雰囲気の会社で、サムジョン物産出身の社長がゼロから設立した国際貿易専門会社。社長の名前はチョン・ピルドン、社員数はドラマの最初に主人公が入社する前の時点で５名、事業分野は貿易とIT、事務所はソウル市麻浦区のどこかにあり、社員の平均年収は3125万ウォンとなっている。チョン・ピルドン社長が大企業のサムジョン物産を辞めて設立した会社である。主たる事業は貿易だが、新入社員のチュンボムが「チュウしよう物語」のプレゼンで国家事業(国が中小企業育成の為補助金を出して行っている事業)を獲得し、IT方面に拡大しようとしている。 ドラマに合わせて韓国の実在の転職サイトにチョンスンネットワークのページが作られた。
- ペクインターナショナル：チョンスンネットワークから独立したペク次長が設立した会社。国際貿易関連の事業をおこなっており、IT関係の仕事はしていない。
- サムジョン物産：チョン・ピルドンがかつて働いていた会社。 チョンスンネットワークが主に貿易事業をして来たことから名前の由来はサムスン物産をもじったものと思われる。サムスン電子のような名門大企業というイメージでも語られる。チョン・ピルドン社長によると、毎朝国民体操(ラジオ体操)をし、掃除も行うようだ。
- カプル商事：チョンスンネットワーク事務所の月間計画表の黒板に「カプル商事代金支払日」と書かれている。 イ課長のYouTubeチャンネルにしばしば登場する(株)キウォンMROのYouTubeチャンネル名。
- 龍達ネットワーク：第6話でチョンスンネットワークが別の場所に引っ越した後、空いた場所に入ったチョンスンとは無関係な会社。 主な事業分野は健康食品である。経営を多角化しようとしているためか、名前にネットワークが含まれている。 社長は「コンドルが龍達」というYouTuberが務めている。
- テヘ物産：チョンスンネットワークの主要取引先だった中小企業。 シーズン4からペクインターナショナルに取引先を切り替えた。
- LDDDホールディングス：YouTuberのリドドンドンがカメオ出演する際に所属する会社として出てきた。
- 釜山取引所：釜山にある中小企業。 包装事業をするようだ。 毎日人手不足に苦しんでおり、チョンスン側のミスにより包装のやり直しが必要となり、ペク次長とチュンボムが釜山まで出張して手伝うことになった。
- ヒョンジンEst：イ課長とチュンボムが株式を買った(実在はしない)企業。 勤務時間中にスマホで株価を確認するが、すべて青色しか見えない。後に損切りしたと思われる。
- JPDソフト：チョン・ピルドン社長が（5人未満の事業所は）税法上で有利になるのために登録したペーパーカンパニー。会社名の由来はチョン・ピルドンのイニシャルJPD(Jung Pill Don)。チョ・チュンボムとイ・イェヨンが社員として登録されている。ところが、結局シーズン4では、会社の看板がチョンスンネットワークに戻っており、JPDソフトという名前は事実上廃止された模様。
- 韓国運送航空：株が少し出来るというチュンボムの友人が薦めた企業。イ課長がチュンボムに情報を共有してくれるように頼んだ際に名前が出てきた。
- コミトラ：同上
- アムールシステム：同上
- ギルミンシータ電池：イ課長が株式投資した企業。 -12.50％の収益率を示した。
- オ・ビョンサン：イ課長が株式投資した企業。 +1.56%の収益率を示した。
- ガンマEng：イ課長が株式投資した企業。 -1.01％の収益率を示した。
- ドリーム商業：イ課長が株式投資した企業。 -14.50％の収益率を示した。
- チョンウマイスター：イ課長が株式投資した企業。 -2.50％の収益率を示した。
- 梅花健康：チュンボムが情報を得てイ課長に推薦した企業。親会社は大手の会社であり、事業内容は健康食品である。会社名はLG生活健康のパロディーではないかと思われる。
- パーフィンプレイス：ITベンチャー企業博覧会でA-27ブースで参加した。 AI空気浄化サービスを提供する会社であり、実在する会社である。
- ジョージア：ITベンチャー企業博覧会でA-28ブースで参加した。実在する会社であり、『中小企業物語』の制作支援をした。
- ギルミンコイン：ITベンチャー企業博覧会に参加したチョン・ジョンウ理事の携帯の画面に登場する。暗号通貨取引所事業をしている。
- ヒョンソフト：ITベンチャー企業博覧会でB-15ブースに参加した。同名の実在会社があるが同じ会社かは不明。
- スプリット：ITベンチャー企業博覧会でA-30ブースに参加した。ブースのチラシに書かれている説明は「世界で最小のインターネットを作る会社」、同名の実在会社があるが、ロゴとテーマが違うため架空の企業と思われる。
- ロトク：ITベンチャー企業博覧会でJPDソフトの向かい側のA-27ブースに参加した。実在する会社である。
- ソンフン：貿易会社。チョンスンネットワークと長い間取引があったが、ペクインターナショナルがより良い条件を提示すると引き換えた。
- SJ銀行：会社名の通り銀行である。 第27話のイ課長の携帯画面の文字で登場するが、金利がなんと9.12％にもなる。
- ドゥドゥ食品：シーズン4に登場した大手の食品会社。

## 主要人物
チョ・チュンボム（演- ナム・ヒョヌ）
29才。江原道原州にあるインソ大学英語科を卒業した。英語科を卒業したにもかかわらず、TOEICが500点である。それまで会社に就職したことはなく、アルバイトをたくさんやってきたという。就職に失敗し続け、当日面接で即座合格に宣告されたチョンスンネットワークに入社。その後第5話で昼食後、会社の外に皆で出て飲み物を飲んでいる中、社長のタバコを買いに行く役割を引き受けて、そのまま会社から逃げた。
今まで一度も彼女ができたことはなく、ルームメイトと一緒に住んでいる。祝日の日、家に帰る電車の切符を予約したというセリフ(第7話)から、地方出身であると思われる。就職前借金が多く、経済的に厳しい生活をしている。職場で劣悪な扱いを受けながらも、親と電話する際には愚痴をいわずに安心させるようにするなど、思いやりのある姿を見せたりもする。優しくて、素朴なキャラクター。
第6話で血液型がO型であることがわかった。チョンスンネットワークから逃げ出した際は、ジョブプラネット(実在の韓国の転職サイト)にチョンスンネットワークに対する悪評レビューを書いたが、後でチョン社長に見つかるという話が出てくる。
イ・ギル（演- イ課長）
『中小企業物語』が配信スタートした当初、配信するYouTubeチャンネルのオーナーである。チョンスンネットワークの課長役を演じている。会社の最古参であるにもかかわらず業務能力はない。チョン・ピルドン社長の機嫌を伺いながら生きている。角の立つようなことはしない、いわゆる良い人として出てくる。社長や次長に対しては悪口も沢山言うイ・ミナも、イ課長に対しては全く悪口を言わない。実際、第5話には、イ課長のセリフから、子どもが二人おり、三人目を生む予定だとわかった。家族のために働く中間管理職である。基本的にいつもちょっと自信のない感じのキャラクターであり、言葉がかなり吃る。第1話に出てくる「中小企業では出来ないことはありません、どんなことでもあり得るんです」というセリフは元々脚本にはなく、イ課長のアドリプという。コンピュータのパスワードは現実味あふれる'1234qwer'を使用。チョ・チュンボムが携帯電話にイ課長の番号を「イ課長さん(笑)」と入れてある。イ課長は演技経験皆無の一般人だが、いくつかの中小企業で働いた経験から生み出す演技がとても自然だと好評を受けている。
チョン・ピルドン（演- カン・ソンフン）
元大手サムジョン物産に在職したチョンスンネットワークの社長である。ケチくさい。チュンボムを面接に呼んだ事実をうっかり忘れてしまい、チュンボムを「サンボム」と呼ぶなど、社員に対するあまり関心がない。また、チュンボムが初めて出勤した日に食事を奢ると言って、近くの学食に連れて行った。口癖は、「여기저기 다녀봤는데 이만한데가 없더라(あちこち行ったけどここぐらい美味い店ないんだ)」。第3話で全社員で夕食に焼肉を奢ると言って、社員たちをサムギョプサル食べ放題に連れて行った。お歳暮を渡す時は、取引先からの贈り物を代わりに使う。
パソコン音痴。車はBMWに乗っている。
チョン・チョンウ（演- チョ・ジョンウ）
チョン・ピルドン社長の甥で、29才。会社では特になにも仕事らしいことはしていないのにもかかわらず、理事になっている。恋愛や合コンの経験はなく、美少女恋愛ゲームにハマってる。会社の机の上には美少女やアニメのフィギュアがあり、席に近づくと腐ったニオイがする。業務中もスマホでゲームに熱中する。仕事は一切できない。 2話で社長の指示でチュンボムの労働契約書を作ったが、募集要項では年俸2500万ウォンとなっていた所、2300万ウォンに変え、契約書をチラシの裏面紙に書いた。第5話で社長の甥であることが明らかになった。その後もオタク的な趣味に耽溺する様子が頻繁に登場したり、会社に届いたお歳暮の取り合いの際にはオタクグッズの話を延々とするなど、典型的なオタクの姿を見せている。
この役を演じたチョ・ジョンウはこのWebドラマの音楽監督も兼ねている。彼は監督のパニボトルの知人で、だれでも知っている有名な韓国のゲーム会社に開発者として勤務していた普通の会社員だという。インスタの姿を見ると、配役とは異なり、かなりヒップな感じが強い。レギュラー出演陣の中で、演技未経験者であるにもかかわらず、オタクの演技を非常に上手く演じきれた。慶尚南道金海市出身であり、多少釜山方言を使う。シーズン4では出演していない。
イ・ミナ（演- キム・テヨン）
27才。チュンボムが初出勤する時は休暇をとっていたが、3話から登場。3話では海外からの英語での問い合わせに、Google翻訳の音声を使って応対した。4話にチュンボムが社員→主任と昇進するにつれて、自然に主任→代理になるが、役職が変わっただけで給料には何の変化もない。会社のエースだとイ課長から言われるが、あまり良くない英語の実力と、業務時間中インターネットショッピングモールを見続けている姿を見せたりもする。イ・ミナという名前の由来は、この(이)区域のサイコ女(미)は私(나)よ、というもので、もともとはサイコキャラとして設定されたという。
ペク・ジンサン（演- キム・キョンミン）
ロシアに長い間出張に行っていて、第9話で帰って来た。第2話ではチュンボムの席にネームプレートが残っているのが見え、第6話ではチョン社長の電話の相手として間接出演している。第13話の年俸交渉の際、年俸が4000万ウォンから4400万ウォンになることが決まった。これは韓国の大企業の新入社員の年俸と同じ水準であり、中小企業の次長の現実が反映されている。第20話ではペクインターナショナルという会社を設立して社長になって登場している。言葉使いが荒く性格にも悪いキャラクターであることにもかかわらず人気がかなり高い。
イ・エヨン（演-ジン・アジン）
第12話から登場し、23才。チョンスンネットワークの新たな業務であるマッチングアプリ開発のために、入社することになった契約社員。チョンスンネットワークが初めての職場であり、社会人として未熟な姿を見せた。Vtuberであり、毎日Vlogを公開していて、登録者は百人程度である。アプリを開発できる実力はないが、学校の先生の力を借りて資料を作り、チョンスンネットワークに入社することができた。全体的なイメージは会社員というより大学新入生に近い感じである。監督によると、チョン理事と共にドラマの雰囲気が重くならないように、入れたギャグ的なキャラクターという。
キム・ジフン（演-チャン・ミョンウン）
第19話でチョンスンネットワークに中途入社したアプリ開発者。大学の先輩であるチャン・ジンヨン課長がチョンスンネットワークのチョン社長の知り合い(サムジョン物産の先輩後輩の間柄)で、その紹介でフリーランスの開発者としてチョンスンに合流した。チャン課長がチョン・ピルドン社長との食事の席で開発者が必要だということで、急に呼びだされたにもかかわらず、きちんとした服装ですぐに駆けつけるなど、自己管理のできる人物像を示す。イ・エヨンと付き合うことになった。しかし、その後博覧会での休憩時に友人と電話した際、乱暴な言葉遣いでチョンスンネットワークやイ・エヨンをこき下ろしたひどい内容だった。その会話が偶然にもイ・エヨンの携帯に録音されているが、その時は誰も気づいてない。第26話で、ふとしたことから録音された会話が携帯に残っていることにイ・エヨンが気づいて、その内容の酷さに怒り、他の社員と相談して、チョン社長にも訴えた。結局キム・ジフンはチョンスンから追い出された。

## 周辺人物
パニボトル
世界旅行をしていたYouTuber。シーズン1から3までの監督と脚本を担当した。
チュンボムを追いかけるイ課長にスクーターをとられた通行人や、カフェで携帯を見ながら食事する後ろ姿などのエキストラで合計6回出演している。
焼肉屋の主人
第3話で登場した人物。
チョン・ピルドン社長が、チュンボムの入社とイ・ミナの復帰の歓迎会で行ったおかわり無制限の焼肉屋の社長。  演じているのはVloggerのカロ。イ課長が「カッチャサナイ」に出演した際にカロも出演しており、その縁で出演した。
チュンボムのルームメイト
第5～6話で登場するチュンボムのルームメイト。
チュンボムにかなりのお金を貸してた。チュンボムの株をちょっと知っている友人というのはこの人物であると思われる。チュンボムとの会話によると、会社に一度も勤めたことがないようだが、300万ウォンという金額を友達に貸せるくらいお金を持っており、部屋のモニタにも株の画面が写っており、株でお金を儲けていると思われる。演じているのは旅行YouTuberのキャプテンダガー。
ゴルフ場のアルバイトマネージャー
第6話序盤に登場する人物。
チュンボムがアルバイトしているゴルフ練習場のマネージャー。常連客の名前が覚えられずに客から怒られているチュンボムを見て、すぐにゴルフバッグを持ってくる。チュンボムはマネージャーにタメ口で話しかけているが、マネージャーはチュンボムに丁寧語を使っている。そのためチュンボムより若いと思われる。またチュンボムに「大学まで出た人が、本当になあ、、」と言っているため、少なくとも大学は卒業はしていないと思われる。『中小企業物語』の原作となる話を提供したり、監督のパニボトルとも一緒に暮らしたりしたことがある。演じているのはYouTuberクァクチューブ。
龍達ネットワークの社長
第6話で登場した人物。
チョンスンネットワークが引越したため空きになった場所に入居した会社である龍達ネットワークの社長。 引っ越した事実を知らず龍達ネットワークにやってきたチュンボムに、健康食品を買わせている。演じているのはYouTuberのヨンダル。
LDDDホールディングスの社長と社員
第8話で登場した人物。
チョンスンネットワークが入っているビルの下の階に入っている会社の人々。演じているのはYouTuberのリドドンドンとその父親。監督パニボトルと原作者クァクチューブとの縁で出演したようだ。
イ・セファ
第12話で登場した人物。
デザイン会社の社員ということで、チュンボムが作ったPPTをきれいに直した。最初にチュンボムのPPTを見て、「これってイ課長の小学生の息子さんが作ったんじゃありませんか？」 とずけずけと言い、一次通過したことを不思議がっていた。イ課長とチョン社長はイ・セファが作り直したPPTを見て感嘆し、チュンボムは再び元気がなくなってしまう。演じているのはYouTuberのトンタク天使。監督と知り合いという縁で出演することになった。
シム・グナ
第2話でチョンスンネットワークの社内にネームプレートが残っているのが見える。そのため転職した社員だと思われていた人物。実際の登場は第17話。
チョンスンネットワークに勤務していた時は主任だった。イ・ミナ代理がオンニと呼ぶことから、イ・ミナより年長者であり、退職後も時々会っているよう。チョンスンネットワーク在職当時は無難に勤務していたが、ペク次長とチャン・ミンウクのせいで退社することになった。イ・ミナを通じてペク次長の退社などの話は聞いたようだ。演じているのは俳優ソ・ユナ。
チェ・ジェウ
第12話で登場したチョソゲティングのアプリ開発のための契約職インターン社員の面接にやってきた人物。
奇抜な服装で登場し、物怖じしない言葉使いでチョン社長に労務関係の法律がちゃんと守られているか尋ねるなど、いろいろとチョン社長を慌てさせた。開発能力については自信を見せるが、面接後の評価では、イ・エヨンとあまり差がないと評価されていた。ペク次長とイ課長がイ・エヨンを推したため合格はしなかった。演じているのはお笑い系YouTuberビューティフルナードのチェ・ジェウ。
チョン・ジョンウの父親
第14話で登場した人物。
チョン・ピルドン社長の兄であり、チョン・ジョンウ理事の父親。チョン・ジョンウが出勤しないのでチョン・ピルドン社長と電話する姿が出ている。 チョン・ピルドン社長によると、犬をめちゃくちゃ嫌うという。 第21話で息子チョン・ジョンウに預けた3千万ウォンを勝手に株に投資して損失を被った。 まだ株式投資した事実を知らない。 演じているのはグルメYouTuberとして有名なマッサンム(味常務)。
ソ・ブギル
釜山にあるチョンスンネットワークの取引先(釜山取引所)の社長で、第11話に登場。
チョンスンネットワーク側(イ・ミナ代理)のミスなので最初からかなり怒っており、電話口では今すぐ釜山まで来て責任取れと怒鳴るなど、一筋縄ではいかない人物であることがわかる。典型的な現場の人間として、パソコンばっかりいじって仕事をする人々があまり好きではない様だ。チュンボムと二人で夕方までかかってなんとか作業が終わる目処がつくと、チュンボムを誉めつつ励ました。演じているのは俳優のパク・ジンス。
チャン・ジニョン
第19話で登場した人物で、以前のエピソードから名前は出ていた。
チョンスンネットワークにフリーランスとして短期で働くことがあり、チョン・ピルドン社長のサムジョン物産時代の後輩。他の会社で課長をしているようで、チャン課長とも呼ばれている。演じているのは俳優のカク・デヒ。
キム・ジジョン
チュンボムがチョンスンネットワークを辞めた後、とある企業の面接を受けた。その時に同じく面接を受けていた人物。演じているのはYouTuberのキム・ジジョン。
面接官／ナレーション
毎回ナレーションを担当している本人がシーズン３の最終話で登場した。
チョンスンネットワークを退社したチュンボムがその後とある企業の面接を受けることになるが、このときの面接官として登場。
演じているのはVloggerのメイ。
チャン・ミンウク
シーズン3の最後の場面に登場した人物。
7年前の回想シーンで登場した。 演じているのは俳優のチャン・ミンウク。
ファン・マンソン
かつてサムジョン物産で常務まで勤めた人物で、引退していたが、チョン・ピルドン社長に請われ、基本給300万ウォンと運転手を付けるという条件で、チョンスンネットワークに顧問として入社した。
会社の法人カードで接待と称して、レストランで多額のお金を使い、済州島に旅行に出かけたりした。大手と思われるドゥドゥ食品という会社との契約が取れそうになっていたが、結局ペクインターナショナルに取られてしまった。最終的に、サムジョン物産で会社のお金を横領していたため解雇されていたことや、チョンスンネットワークの法人カードでキャッシングをしていたことなどがチョン・ピルドン社長にバレ、チョンスンネットワークも退社した。演じているのは俳優のチョン・ギュイル。
ピョートル崔
ペクインターナショナルの新しいロシア関連の取引先の担当者として登場。
JPDソフトの社員
シーズン3の最終話で登場したJPDソフトの女性社員。
イ課長がチョンスンネットワークを辞めた後に採用されたと思われ、イ課長の机で仕事をしている様子が見られる。会社名もチョンスンネットワークではなく、JPDソフトであった。シーズン４ではイ課長の机は再び空きになっており、この女性社員もいなくなったものと思われる。演じているのはイ・エヨンを演じているチ・ナジンの実際のルームメイトで、オ・ユミン。

## シーズン1〜5概要

### シーズン1・2概要
「今すぐ面接に来られますか？」小さな貿易会社「チョンスン・ネットワーク」からの突然の電話が、万年フリーターだったチョ・チュンボムの運命を変えた。役員と従業員あわせて5名という絵に描いたような中小企業ながら、話好きなチョン社長と、イエスマンのイ課長の面接を受け、生まれて初めて憧れの正社員になれたのだ！だが思い描いていた理想は早くも出社初日に崩れ去る。超テキトーな「雇用契約」。ないに等しい「福利厚生」。おまけに「サービス残業」や「パワハラ」も..。大企業では考えられない、ある意味エキサイティングな中小企業の不都合な真実がチュンボムに次々と襲いかかる。何があっても逃げ出すな、29歳の社会人1年生!!　

### シーズン3概要
小さな貿易会社「チョンスン・ネットワーク」は、時代の波に乗りたいIT音痴のチョン社長の思いつきでデジタル事業に参入。初めて挑戦する自社開発マッチングアプリ「チュウしよう物語」は下っ端社員チュンボムとインターン女子イェヨンがチームを組んで臨むが、実力もヤル気も不足していてお先真っ暗。そこへプログラミング経験豊富なイケメン青年ジフンが加わることになり、平凡だった社内に活気や嫉妬などフクザツな空気が流れ始める。一方、ライバルに顧客を取られた貿易事業は存続の危機に直面。長年支えてきた社長への不満を募らせるイ課長や、不要な会議や休日出勤にイラつくミナ代理は将来の道を模索し始め、会社も社員もアップデートのタイミングを迎えつつあった──。

### シーズン4概要
ライバル会社に顧客を奪われた上に信頼していた社員が退職し、焦ったチョン社長は起死回生の秘策に打って出るが、平穏無事にコトが進まず、中小企業の新たな実態が噴出していく!!

### シーズン5概要
自社開発のアプリで思わぬ大金を手にしたチョン社長が新規事業を発足させるものの窮地に陥り、ライバルのペク社長は経営難をある秘策で乗り越えようと計画を立てます。いがみ合っていた両社は生き残るために運命共同体と化すことに…!?シーズン5の終わり方が視聴者の想像を掻き立てる形になっており、シーズン6を待ち望む声も高まっている。

## 評判
シーズン4については一部では不評も聞かれるが人気は高い。
シーズン3までのアマチュアっぽい独創性が消えて普通のドラマに変わってしまった、ストーリー展開がチョンスンネットワークとペクインターナショナルの社長同士のケンカになってしまって普通のドラマっぽくなってしまった、チュンボムの存在感がなくなり普通の平社員になってしまった、イ課長がペクインターナショナルに移ってから急に堪え性がなくなり（チョンスンで7年間こなしてきたはずの）会社の雑事をすこししただけでため息をつく様になった、PPL(間接広告)が増えた、などが挙げられる。
特にPPLについては、シーズン4でトッポギを社内で皆で食べるシーンが露骨すぎたという声が多い。
また、チョンスンネットワークの社長として、貿易事業を減らしソフトウェア開発の方へシフトすると決断したと思われるチョン社長が、シーズン4ではソフトウェア開発について第1
話で月間売り上げを確認しただけで、その後はほぼストーリーに話題を上がらず、再び貿易事業に注力するストーリーになった。その点については、もう少し納得できるストーリー展開を望む声もあった。